# Jüdischer Friedhof (Blevice)

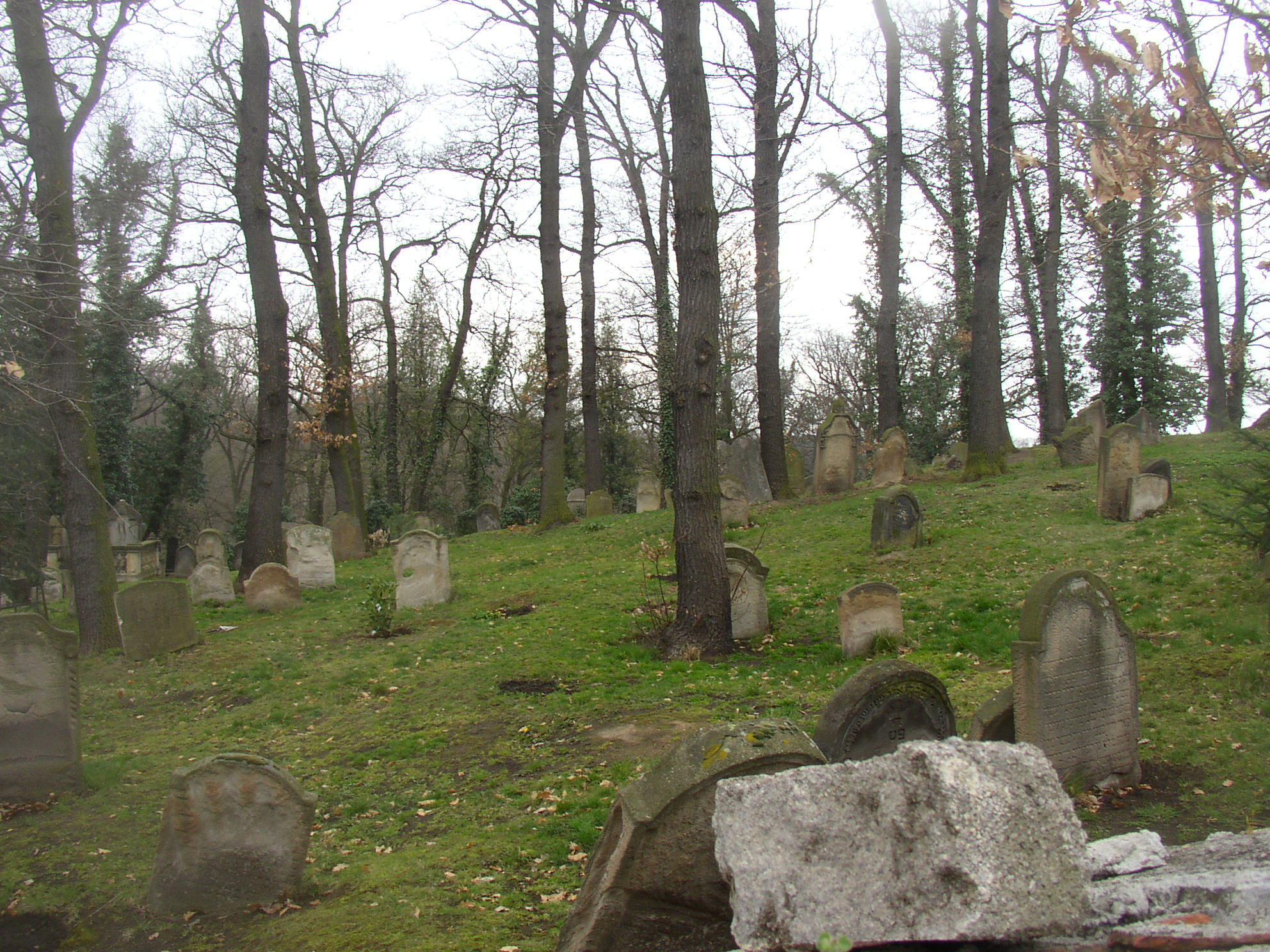
Jüdischer Friedhof in Blevice

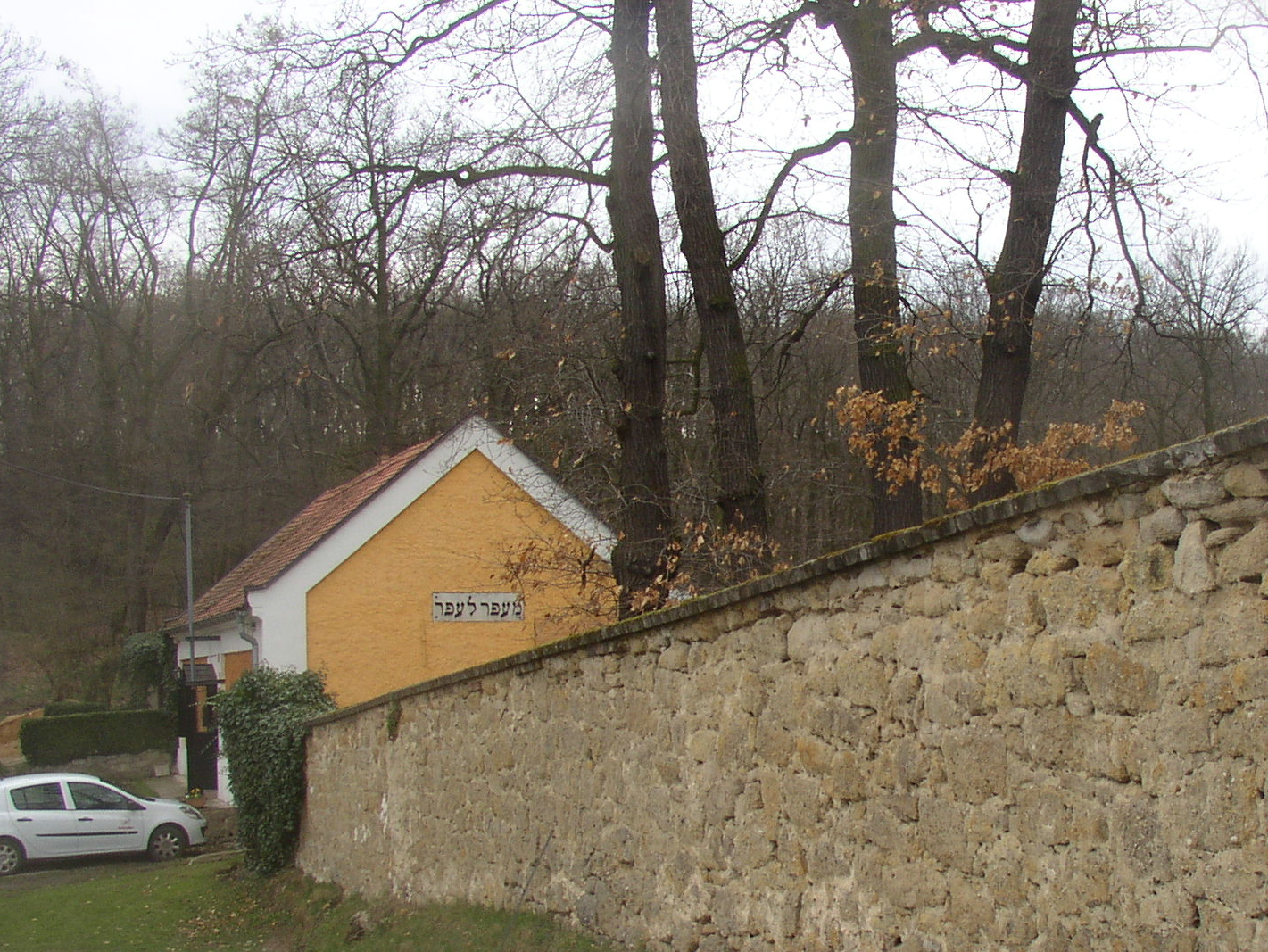
Friedhofsmauer und ehemaliges Taharahaus

Der Jüdische Friedhof in Blevice, einer Gemeinde in der Mittelböhmischen Region (Středočeský kraj) in Tschechien, wurde im 17. Jahrhundert angelegt. Der jüdische Friedhof südlich des Ortes ist seit 1988 ein geschütztes Kulturdenkmal. Er ist von einer Bruchsteinmauer umgeben.
Das Taharahaus ist erhalten.